# 娄氏藻科
娄氏藻科（学名：Lauderiaceae）为海链藻目的一个科。

## 下级分类
本科包括以下属：
- 娄氏藻属 Lauderia P.T.Cleve, 1873
- Lauderiopsis C.H.Ostenfeld & J.Schmidt, 1902